# Baikalogammarus pullus
Baikalogammarus pullus is een vlokreeftensoort uit de familie van de Baikalogammaridae. De wetenschappelijke naam van de soort is voor het eerst geldig gepubliceerd in 1874 door Dybowsky.